# Lone Langballe
Lone Vase Langballe (født 30. september 1970) er en dansk politiker fra Dansk Folkeparti. Hun er medlem af regionsrådet i Region Midtjylland og tidligere byrådsmedlem i Viborg Kommune.

## Politisk karriere
Langballe blev indvalgt i både Viborg Byråd og Regionsrådet i Region Midtjylland i 2013 og blev genvalgt til begge råd i 2017. Hun var med at sikre at Ulrik Wilbek blev borgmester i Viborg efter kommunalvalget i 2017, og konstitueringsaftalen sikrere hende selv posten som 2. viceborgmester. Hun var medlem af Danske Regioners bestyrelse i perioden 2018-2022 og formand for Danske Regioners udvalg for sundhedsinnovation og erhvervssamarbejde.
Hun blev ikke genvalgt til Viborg Byråd i 2021, da Dansk Folkeparti ikke fik nok stemmer til blive repræsenteret. Hun blev genvalgt til regionsrådet, men Dansk Folkeparti gik tilbage fra 3 mandater til 1 mandat.
Lone Langballe er Dansk Folkepartis folketingskandidat i Viborg Vestkredsen i Vestjyllands Storkreds ved næste folketingsvalg. Hun stillede op til Europa-Parlamensvalget 2019 for at støtte sit parti, men uden egentligt ønske om blive valgt.
Lone Langballe var medlem af Dansk Folkepartis hovedbestyrelse indtil 2019. Hun er Dansk Folkepartis udpegede medlem af Europa-Nævnet.

## Erhvervsliv og privat
Langballe er uddannet sygeplejerske fra VIA University College i Viborg i 2008 og har læst teologi. Hun opsagde sit arbejde som sygeplejerske for at koncentrere sig om det politiske arbejde efter at være valgt til både byråd og regionsråd i 2013.
Lone Langballe er enke efter sognepræst og folketingsmedlem Christian Langballe (Dansk Folkeparti). Parret har tre børn. Hun bor i Foulum i Viborg Kommune.

## Valghistorie
- Regionsrådsvalget 2013: Valgt med 4.304 personlige stemmer. Opstillet som nr. 5 på Dansk Folkepartis liste.[12]
- Regionsrådsvalget 2017: Valgt med 7.518 personlige stemmer. Opstillet som nr. 1 på Dansk Folkepartis liste.[13]
- Regionsrådsvalget 2021: Valgt med 3.787 personlige stemmer. Opstillet som nr. 1 på Dansk Folkepartis liste.[14]
- Kommunalvalget 2013: Valgt med 1.350 personlige stemmer. Opstillet som nr. 1 på Dansk Folkepartis liste.[15]
- Kommunalvalget 2017: Valgt med 1.340 personlige stemmer. Opstillet som nr. 1 på Dansk Folkepartis liste.[16]
- Kommunalvalget 2021: Ikke valgt, 635 personlige stemmer. Opstillet som nr. 1 på Dansk Folkepartis liste.[17]
- Europa-Parlamensvalget 2019: Ikke valgt, 1.895 personlige stemmer. Opstillet som nr. 9 på Dansk Folkepartis liste.[18]